# Niels Arestrup
Niels Arestrup (Montreuil, 8 de febrero de 1949-Ville-d'Avray, 1 de diciembre de 2024) fue un actor francés.

## Biografía
Hijo de padre danés y madre bretona, Niels Arestrup nació en Montreuil, Francia, el 8 de febrero de 1949. Su formación inicial estuvo a cargo de la actriz francesa Tania Balachova, con quien tomó clases de teatro.
Ganó tres premios César al mejor actor de reparto por las películas De battre mon coeur s'est arrêté (2005) y Un profeta (2009), ambas dirigidas por Jacques Audiard, y Quai d'Orsay (2013), dirigida por Bertrand Tavernier.
En 2020, obtuvo el premio Molière al actor en un espectáculo de teatro privado por su interpretación en Red, de John Logan, puesto en escena por Jérémie Lippmann.

## Filmografía

### Series de tv
- Las mariposas negras (Les Papillons Noirs, miniserie de tv, 2022)
- Myster Mocky présente (2007-)
- Calls (2017-2020)
- Inspectora Marleau (Capitaine Marleau, 2014- )
- Baron noir (2016- )
- Suite noire (2009- )
- Les enquêtes d'Éloïse Rome (2001-2005)
- Cinéma 16 (1975-1991)
- Série noire (1984-1991)
- Emmenez-moi au théâtre (1982-1985)
- Les poneys sauvages (1982- )
- Les héritiers (1977- )
- Le roman du samedi (1980-1981)
- Le petit théâtre d'Antenne 2 (1977-1989)
- Le tourbillon des jours (miniserie de tv, 1979)
- Messieurs les jurés (1974-1986)

### Largometrajes
- Divertimento (2022)
- El caso Villa Caprice (Villa Caprice, 2020)
- Van Gogh, a las puertas de la eternidad (At Eternity's Gate, 2018)
- Nos vemos allá arriba (Au revoir là-haut, 2017)
- Regreso a Montauk (Rückkehr nach Montauk, 2017)
- Frente al mar (By the Sea, 2015)
- Papa lumière (2015)
- 96 heures (2014)
- Diplomacia (Diplomatie, 2014)
- La duna (La dune, 2013)
- Crónicas diplomáticas (Quai d'Orsay, 2013)
- Perder la razón (À perdre la raison, 2012)
- Caballo de guerra (War Horse, 2011)
- Tu seras mon fils (2011)
- Lettres à un jeune poète (2010)
- Je n'ai rien oublié (2010)
- L'homme qui voulait vivre sa vie (2010)
- La llave de Sarah (Elle s'appelait Sarah, 2010)
- L'invitation (2009)
- El caso Farewell (L'affaire Farewell, 2009)
- Un profeta (Un prophète, 2009)
- El llanto de la mariposa (Le scaphandre et le papillon, 2007)
- La part animale (2007)
- Le candidat (2007)
- Les fragments d'Antonin (2006)
- Le Rainbow Warrior (película de TV, 2006)
- De latir mi corazón se ha parado (De battre mon coeur s'est arrêté, 2005)
- Parlez-moi d'amour (2002)
- Une affaire privée (2002)
- Fernando Krapp m'a écrit cette lettre (película de TV, 2000)
- La part de l'ombre (película de TV, 2000)
- Dos días en el lago (Le pique-nique de Lulu Kreutz, 1999)
- Rewind (1998)
- Los últimos días de la víctima (Les derniers jours de la victime, 1995)
- Délit mineur (1994)
- Albert Savarus (película de TV, 1993)
- La femme abandonnée (película de TV, 1992)
- Cita con Venus (Meeting Venus, 1991)
- La grande dune (película de TV, 1990)
- Manon Roland (película de TV, 1989)
- Ville étrangère (1988)
- Doux amer (1987)
- Charlie Dingo (1987)
- Barbablù, Barbablù (1987)
- La rumba (1987)
- Entre lobos (Les loups entre eux, 1985)
- Diesel (1985)
- Signé Charlotte (1985)
- El futuro es mujer (Il futuro è donna, 1984)
- La danse de mort (película de TV, 1982)
- Les secrets de la princesse de Cadignan (película de TV, 1982)
- Le retour d'Elisabeth Wolff (película de TV, 1982)
- La cerisaie (película de TV, 1982)
- L'oiseau bleu (película de TV, 1981)
- Du blues dans la tête (1981)
- Seuls (1981)
- Corrupción criminal (La femme flic, 1980)
- Toda una mujer (La dérobade, 1979)
- Histoires abominables (1979)
- La chanson de Roland (1978)
- Lulu (película de TV, 1978)
- Tauwetter (1977)
- Eróticos juegos de la burguesía (Plus ça va, moins ça va, 1977)
- Les apprentis sorciers (1977)
- ¡Si empezara otra vez! (Si c'était à refaire, 1976)
- Demain les mômes (1976)
- Le grand soir (1976)
- Lumière (1976)
- Je, tu, il, elle (1974)
- Miss O'Gynie et les hommes fleurs (1974)
- Stavisky (1974)
- La dernière carte (película de TV, 1974)

### Cortometrajes
- L'invitation (2009)
- Le goûter chez Niels (1986)
- La passion d'une femme sans coeur (1979)